# 韦尔谢格
韦尔谢格，是匈牙利佩斯州所辖的一个村。总面积29.58平方公里，总人口1329，人口密度44.9人/平方公里（2011年1月1日）。